# Poecilognathus testacea
Poecilognathus testacea är en tvåvingeart som först beskrevs av Macquart 1840.  Poecilognathus testacea ingår i släktet Poecilognathus och familjen svävflugor. Inga underarter finns listade i Catalogue of Life.